# Óscar Esplá
Óscar Esplá (Alicante, 5 agosto 1886 – Madrid, 6 gennaio 1976) è stato un compositore spagnolo.

## Biografia

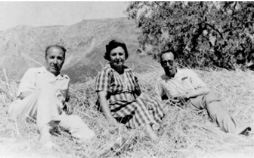
Óscar Esplá (a destra) con Germán Bernácer e sua moglie, Maria, nella Sierra de Aitana (Alicante)

Óscar Esplá iniziò la sua formazione musicale quando era ancora un bambino. Sua madre, che perse all'età di otto anni, suonava il pianoforte, e suo padre, Trino Esplá, che lavorava per la compagnia telegrafica ed era anche un drammaturgo, gli insegnò le basi della teoria musicale. Óscar Esplá successivamente studiò il pianoforte con Fernando Lloret e poi con Juan Latorre, un buon pianista e compositore. Ma suo padre, nonostante la passione del figlio per la musica, preferì farlo studiare prima ingegneria industriale (1903) e poi filosofia e letteratura all'Università di Barcellona, discipline per le quali ottenne la laurea.

Contemporaneamente Óscar Esplá ha sviluppato la sua passione per la musica e nel 1909 ha vinto il primo premio nel concorso della Società Nazionale di Musica viennese, con Richard Strauss tra i giurati, grazie a una suite orchestrale intitolata Suite levantina. Subito dopo si è trasferito in Germania per studiare contrappunto e composizione sotto la guida di Max Reger e in Francia con Camille Saint-Saëns. Dopo questo successo ha optato per una carriera musicale a tempo pieno. Nel 1919 ottenne un posto di professore di composizione a Lisbona, ma preferì tornare a Madrid nel 1921, per concentrarsi sulle sue composizioni. Ha conseguito la cattedra presso il Conservatorio Reale di Madrid nel 1930.

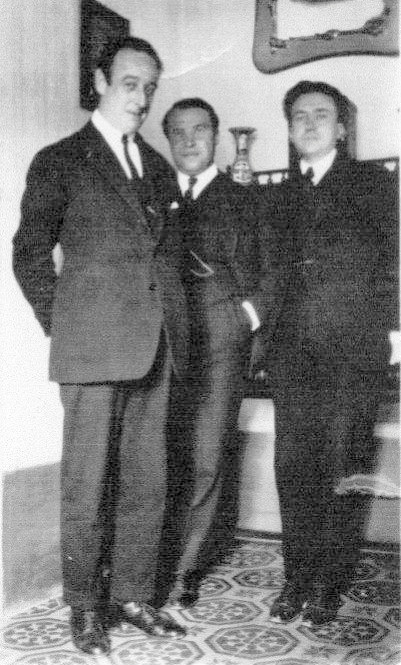
Óscar Esplá con Germán Bernácer e Agustín Irizar nel 1918.

Sposò Maria Vittoria de Irizar e Góngora, figlia di un noto notaio della città, il 18 giugno 1929 nel Monastero del Volto Santo ad Alicante. Da questa unione ebbero tre bambini, due ragazze e un ragazzo. Fu con Ernesto e Rodolfo Halffter della generazione dei compositori della repubblica. Repubblicano, Esplá si sente minacciato, così come la sua famiglia. Fuggì in Belgio alla fine dell'anno, approfittando dell'invito a partecipare al Concorso Eugène Ysaÿe. Temendo la repressione, non poté tornare in Spagna fino a quattordici anni dopo, nell'agosto del 1950.
La guerra si prolungò, così la situazione del compositore divenne precaria poiché non poteva più disporre della sua proprietà in Spagna, confiscata così come il suo copyright. In Belgio lavorò come giornalista e critico musicale, ma viste le difficoltà economiche preferì trasferirsi a Parigi, dove lavorò con compositori come Salabert e ricevette aiuti dall'UNESCO per superare le sue difficoltà economiche (1948).
Rientrato in Patria nel 1950 visse alcuni anni di pace e di successo. Il 9 maggio 1956 fu eletto all'Accademia di Belle Arti di Parigi. Nel 1959 ricevette la Gran Croce dell'Ordine di Alfonso X il Saggio. Nel 1962 fu nominato delegato locale del Consiglio internazionale della musica all'UNESCO. Lavorò come insegnante al conservatorio fino alla sua morte. Tra i riconoscimenti possiamo annoverare nel 1919 la Legion d'onore francese, nel 1960 la medaglia dell'Ordine delle arti e delle lettere, infine nel 1971 la medaglia d'oro al merito nelle belle arti dal ministero spagnolo dell'Istruzione, della cultura e dello sport. 
In una prima fase artistica, ha composto uno Scherzo per pianoforte, sonate per piano e per violino, un quintetto ed un quartetto, i poemi sinfonici Il sogno di Eros e 5 Contes Enfantis. In una fase artistica successiva, il musicista ha composto le opere Evocations, Danses et Confins, i balletti Ciclopes de Ifach  e Contrabandista, oltre a vari poemi sinfonici. Un premio internazionale di composizione Óscar Esplá, creato nel 1955, viene assegnato dalla città di Alicante. Il Conservatorio di Musica della città di Alicante porta il suo nome; così come, vicino alla stazione ferroviaria, una delle vie più importanti del centro città.

## Opere principali

### Piano
- Romanza antigua (1905);
- Impresiones musicales, opus 2 (1905-1909);

1. En el hogar
2. Barba Azul
3. Caperucita Roja
4. Cenicienta
5. Antaño

- Scherzo, opus 5 (1909);
- Crepúsculum, opus 15 (1912);

- Suite de pequeñas piezas (1913);

1. Preludio (su J-S. Bach)
2. Canción de cuna
3. Arie de danza pastoril (su D. Scarlatti)
4. Ronda levantina
5. Paso de opereta (su J. Offenbach)

- Levante (1916);

1. Allegretto moderato
2. Andante
3. Allegro non molto
4. Andantino
5. Andante
6. Allegretto
7. Allegro moderato
8. Moderato
9. Allegro ritmico
10. Allegro animato

- La pájara pinta, opus 25 (1916-1920);

1. El Conde de Cabra
2. Doña Escotofina
3. Anton Pirulero

- Tres movimientos (1921);

1. Estudio (Allegro giusto)
2. Danza antigua (Allegretto moderato)
3. Paso doble (Allegro rítmico)

- Cantos de Antaño, pezzi per bambini (1930);

1. Danza (Andante poco mosso)
2. Berceuse
3. Tarana (Allegro moderato)

- La sierra, suite folcloristica (1930-1936);

1. Canto de vendimia
2. Aire pastoral
3. Danza levantina

- Sonata española, opus 53 Omaggio a Chopin (1949);

1. Andante romántico
2. Mazurca sobre un tema popular (Tempo di mazurka)
3. Allegro brioso

- Lírica española, opus 54 (I) Bocetos levantinos (Schizzi levantini) (1930);

1. Evocacion costeña
2. Danza del valle
3. Canción de cuna
4. Paso de baile serrano
5. Nocturno. Canto de la umbría
6. Ritmos de la huerta

- Lírica española, opus 54 (II) Tonadas antiguas (Brani antichi);

1. Romance (Castilla)
2. Canto de trilla (Levante)
3. Conseja

- Lírica española, opus 54 (III) Cadencias españolas (Cadenze spagnole);

1. Aire andaluz
2. Cadencia balear
3. Ritmo de bolero

- Lírica española, opus 54 (IV) Suite característica (Suite caratteristica);

1. Habanera
2. Ronda serrana
3. Sonatina playera

### Chitarra
- Tempo di sonata

### Musica da camera
- Sonata para violín y piano, in Si minore opus 9 (1913);

1. Allegro deciso non molto
2. Andante moderato
3. Allegreto scherzando
4. Allegreto moderato

- Canciones Playeras, versione per violino e pianoforte;

1. Rutas
2. Pregón
3. Las 12
4. El pescador sin dinero
5. Coplilla

- Trío con piano, (1917);
- Cuarteto de cuerda, (1920);
- Cuarteto de cuerda;
- Quinteto para cuerda y piano;
- Confines per diversi strumenti

### Musica orchestrale
- Suite en La bemol, (1910), ispirata da un poema di Gabriel Miró;
- Poema de niños, Suite levantina (1914);
- El sueño de Eros, (1912);
- Sinfonía en Re - manoscritto (1912);

- La pájara pinta, per pianoforte, (1921), libretto di Rafael Alberti;

- Don Quijote velando las armas, poema sinfonico (1924).

1. Preludio
2. Danza
3. Escena y Finale

- Suite Schubertiana, (1928), composta in occasione del I centenario della morte di Schubert;
- Segundo concierto para cuerda, (1956);
- Sinfonía Aitana, A la música tonal "In memoriam" (1958).

1. Invocación. Lento
2. Allegro energico
3. Andante fugato
4. Allegro finale scherzando

- Sinfonía para coro y orquesta, (1950);
- Orquestaciones de piezas de Albéniz, per pianoforte;